# جوان توماس
جوان توماس (بالإنجليزية: Joan Thomas)‏ (1949)؛ صحفية وروائية كندية.